# 青春特調蜂蜜檸檬蘇打
《青春特調蜂蜜檸檬蘇打》是村田真優的日本漫畫作品，由2016年2月於集英社發行的少女漫畫雜誌《Ribon》開始連載至今。 
本作於集英社少女雜誌《Seventeen》2020年9月號的「讀者最喜愛少女漫畫」和「最希望實體化的漫畫」投票中均獲得第一名。截至2024年5月，本作的單行本累積發行量已超過1300萬冊。

## 劇情
女主角石森羽花初中遭受霸凌，為了改變自己，追隨了界到八美津高中。二人皆被編入1年B班，並成為同桌，漸漸多了交流，亦認識了界的朋友步、瀨戶和高嶺。羽花發現了自己喜歡上了界，然而卻聽到了教室裡討論著，界在初中的前女友菅野芹奈。羽花發現芹奈個性很好，並且似乎與界有著只有兩人知道的過去的往事。 
隨後，學校舉辦一年一度的校園祭，羽花自薦擔任1年B班的執行委員，希望能透過祭典自我成長。羽花認真努力有了回報讓班級得到特別獎。同時芹奈因為受到學姐威脅和界的態度，而向羽花、步解釋了她和界以前的故事，羽花也發現了芹奈還喜歡著界的事實。芹奈再次向界表明心意，被界明白的拒絕後死心。
此後，羽花的父親看到羽花與染的五顏六色頭的同學們在一起，怕羽花變壞遂要求羽花轉校到真聖學園。他認為羽花從小到大都是好孩子，而八美津的同學都是壞學生，不希望羽花與界、步等人來往，明知父親擔心的心情，卻也珍視自己想跟朋友在一起的心情，不知道該選擇哪一方時，界出現並告訴她兩邊都應該保護。步等人找到羽花家，而同時羽花下定決定告訴父親，告訴自己以前被欺凌且並沒有朋友的事，並哭了。父親對此心疼並內疚向同學們道歉和感激他們成為羽花的朋友，不再強迫她轉校。 
兩人在教室裡確認了彼此的心意。羽花與界交往的事受到很多人的反對，女生們的竊竊私語，被老師們重點關注，在兩人本要去慶祝界生日時，攔著並勸羽花放棄與成績差劣的界一起，避免被其影響學業，也疑問羽花父親是否知道。羽花回家告訴了父親，在看到父親驚訝的神情和老師的擔憂中，羽花認為是自己努力不夠。
兩人因此先暫時不走在一起。後在期末考，二人均在英文考試中考獲滿分，界對羽花說「是我努力不夠」並且祝她生日快樂，他找過了羽花父親並認真的表明「不會做讓您擔心的事」。 
羽花和界遂升讀二年級，但被編入不同班別。界的新鄰桌岩川奈乃與羽花在打扮、性格和行為上都非常相似，界偶爾會幫助她，令羽花感到些許不安。界早就懷疑奈乃實際上是刻意模仿羽花的打扮、性格和言行舉止。奈乃在羽花的鼓勵下重新做回自己；界亦向羽花表明她希望依賴他多一些，希望她「不要再變強了」，因為他不想分開。 
目前八美津的學生正參與學校的宿營活動。宿營期間瀨戶在界的鼓勵下向步告白，並成為戀人。

## 角色

### 主要角色
石森羽花
配音：市之瀨加那〔動畫〕／小澤亞李〔廣播劇〕（日本）
電影版演員：吉川愛（日本）
高中1年級B班→2 年級B班→3年級A班。
女主角。成績好，被爸爸過分保護，性格認真，情感豐富，容易臉紅、受感動而流淚。人際關係不太擅長，初中也因而遭到同學霸凌，戲稱為「石頭」。在初中升學之際，爸爸希望她上「好孩子」去唸的真聖學園，在拿著真聖和八美津傳單走在路上徬徨、蹲在地上哭時，看到一切的三浦界指著八美津的傳單告訴她“這所學校也滿適合你”羽花下定決心做出改變。
為了就讀八美津高校，她故意在真聖學院入學考交了白卷，並且鼓起勇氣第一次擺出態度說服了父親，表明了想讀八美津的決心。
高中一年級與界同班，在界的鼓勵及輔助下，和自身努力不懈的改變，終於交到了許多朋友，和界兩人的距離也越來越近，後來兩情相悅順利交往。
八美津高中為數不多的品學兼優的學生，被老師們重點照顧。運動神經意外的好，擅長和喜歡繪畫，從二年級起加入了美術部，也擅長玩遊戲，被允許拿刀後烹飪也厲害。被同學們稱「幾乎沒有不擅長的事」。
有著驚人的毅力，有時會意外的堅持己見，也會積極的採取行動，被界說過是個「難纏的人」。
與界交往後，從最初的小心翼翼的感情穩定後逐漸從容，少數能從界面無表情的臉上讀懂他的情緒的人。
三浦界
配音：矢野獎吾〔動畫〕／江口拓也〔廣播劇〕（日本）
電影版演員：Raul （日本）
高中1年級B班→2年級F班→3年級B班。
男主角。擁有如檸檬顏色的金髮和華麗俊秀的臉孔，人群中閃耀的存在，羽花的男朋友。
有著領袖氣質，幾乎沒有做不到的事，不論男女之間都有著極高人氣。喜歡喝如髮色一樣的蜂蜜檸檬蘇打。情緒不太豐富，通常只有一號表情，只有羽花能讓他顯露出別的情緒，很多表情也只有羽花看得到。
起初對羽花只有類似負責指導「迷途羔羊」的責任，還曾經表示過不可能喜歡上她，後來在看著羽花的努力的同時，越了解羽花越被她日漸蛻變的真正個性和笑容打動，收回前言進而喜歡上她，於第26話在教室裡先行表白，後第28話在講台上全校同學面前，再次告白確認交往關係並成為情侶。
原先不在意在校考試成績，成績極為慘烈，課堂上也經常打瞌睡；後為了能讓師長認可與羽花的交往開始認真學習，其實相當聰明，高二時是班上第一名，高三時已是年級第一，因為羽花，界也深受影響，改變了不升學的態度，在高三時分到了升學班。
對羽花爸爸保證過不會做讓他擔心的事情，會在高中三年“盡己所能讓羽花時刻綻放笑容”求得羽花爸爸對兩人交往的認同。
年幼時母親去世後，父親也在國三的某天不知去向，因此界需不斷打工以應付日常開銷，初期也常會有夜晚時還在路上閒晃的不良傳言。
與高嶺友哉是自小認識的好朋友，被同學好友們戲稱為“髮色是檸檬，性格像碳酸汽水”只對羽花表現甜蜜的一面，是專屬於羽花的「蜂蜜檸檬碳酸蘇打」。

### 八美津高校
私立高中，校風崇尚自由。 
遠藤步
配音：根本京里〔動畫〕／片桐留奈〔動態漫畫〕（日本）
高中一年級B班→二年級B班→三年級C班。
界初中二、三年級同班同學。自幼稚園起便與瀨戶互相暗戀。高一時亦成為羽花的第一個朋友，羽花最好的朋友，外表俏麗，性格開朗友善。一直支持著羽花、鼓勵著她，也時常協助羽花和界拉近關係，並在羽花差點被迫轉校時積極嘗試說服羽花家人。於第40話終被瀨戶告白並成為戀人。
瀨戶悟
配音：八代拓〔動畫〕／汐乃達矢〔動態漫畫〕（日本）
高中一年級B班→二年級不明（與遠藤步不同班）→三年級C班
界的好友，自幼稚園起便與步互相暗戀，特徵是染成綠色的頭髮。天真樂觀的男孩子，周圍的人稱其為「永恆的小學生」。對戀愛極為遲鈍，沒察覺步也喜歡著他，於第40話在界的開導下發現自己的心情而向步告白，並成為戀人，雖然和界認識的早，但和步一樣讀不太懂界的情緒。
高嶺友哉
配音：土岐隼一〔動畫〕／長野嵩〔動態漫畫〕（日本）
高中一年級B班→二年級B班
與界從小就認識，界最親近的朋友，常去界公寓住，對他的家庭情況瞭若指掌，少數能讀懂界的情緒的人。與三浦界同等級別的帥氣，受歡迎，但個人拒絕「認真」的戀愛。性格愛惡作劇，但對朋友溫柔，常常幫忙說明界的心思，頗為關注界和羽花之間的發展。
所有人之中最早發現奈乃的行為有其目地性，原先兩人不睦，後在奈乃做回自己後對她產生感生興趣，常常打聽奈乃的相關資訊，並跟著她。
菅野芹奈
配音：高橋李依〔動畫〕／子兎音〔動態漫畫〕（日本）
高中一年級E班→未交代
同年級有名的美少女，是人群矚目的焦點。界初中的前女友，高中也就讀八美津。
初中遭欺凌時得界出手相助，感激他也喜歡上了他，並與其交往。但在發現界並不是同她一樣非她不可，也厭惡依賴著他變得越來越軟弱的自己後主動提出分手，而當時界並沒有對分手做任何挽留。
升上高中後依然喜歡界，也發現羽花喜歡界，不希望羽花退讓，與羽花是互相支持的好友跟情敵。以為界幫忙保護學長姐對她的騷擾是對她還有點感情，後來發現只是為了保護羽花。再一次表白界後，被明白拒絕後放下這份感情，對忿忿不平的友人說過“有界在我會變得軟弱，但羽花她能變得堅強。”
善於照顧別人，羽花好友之一，偶爾會與其出遊和幫忙，和步一樣說過“最喜歡羽花了”，也極力阻止羽花被雙親強制轉學。
放下界後，遇到了現在的男友怜王，喜多高男校的學生，也開始了新戀情。
橋本由瑠
配音：丸山美紀〔動態漫畫〕（日本）
高中一年級B班→三年級C班
一年B班學生，雙馬尾，於第9話登場。善於整理各種髮型。
除了步之外最常和羽花待在一起的朋友，溫柔和善，和桐生司交往，兩人感情十分穩定。
及川多央
配音：成島舞〔動態漫畫〕（日本）
高中一年級E班→未交代
一年E班學生，有義氣，看起來不好惹，有年長的大學男友。於校園祭中認為石森提案太認真，氣氛掌握不夠而覺得她不適任執行委員。但發現認真的羽花為了班上做的努力後，改變態度幫助羽花也與她成為朋友。
白石望華
配音：朝森千菜津〔動態漫畫〕（日本）
高中一年級E班→未交代
一年E班學生，性格成熟爽朗，換男友速度頗快。於校園祭中原本不看好羽花成為執行委員，但與多央發現認真的羽花為了班上做的努力後，改變態度幫助羽花也與她成為朋友。
對於羽花和界的交往擔心羽花會因為界的冷淡屈於下風，時常鼓勵羽花對界更積極一點。
瀧澤宙
華宮高中學生，於漫畫第45話末出現，第46話中正式登場，喜歡如髮色一樣的草莓牛奶。有著與界匹敵的外貌和知名度，卻完全對比的類型，被同學們稱為「宿命的對手」。
是個疼愛妹妹的好哥哥，擅長弄女生髮型。也擅長踢足球。
喜歡羽花，憧憬界。一開始沒打算表明心意，但越認識羽花越被其所吸引，遂向界發出挑戰，如果在文化祭上比賽贏了那麼自己就會向羽花表白。但在第49話忍不住在眾人面前向羽花表白。
最後知道界和羽花之間自己沒有插足的空間後自動退出。後來在別人問起時表明，自己大概不管多少次都會喜歡上羽花的。
岩川奈乃
高中一年級D班→二年級F班
二年F班學生，有著和羽花相似的過往，在初中時因為存在感非常低而遭同學忽視和戲稱「岩石」。在高中，嚮往羽花的改變，為了同她一樣，故意模仿羽花的打扮、性格和言行舉止，並故意去親近界。但其實喜歡羽花，並不喜歡界甚至討厭，也只是想交到朋友卻不知道怎麼做。
於第35話被界發現偽裝後摘下了面具，在第36話與眾人攤牌，並在羽花的鼓勵下重新做回自己，剪成了短髮。
憧憬羽花的勇氣，重視她的意見，也會因羽花的鼓勵努力嘗試改變。
很會唱歌和彈吉他，家裡是牙醫世家，對高嶺的死纏爛打感到棘手，身材嬌小纖細，皮膚白皙，因此遭受到不少騷擾。
小島麗美
配音：幸村惠理〔動畫〕（日本）
羽花的初中同學，以往欺凌羽花的人之一，小團體三人黨首，因為找校外人士入校內找羽花麻煩，三人皆因校規被學校退學。
桐生司
高中二年級F班
二年F班學生，界的好友之一，白皙的帥哥，受女生歡迎程度僅次於界和高嶺友哉。
由瑠的男朋友，稱呼她為“由瑠姬”，王子行為般的對待由瑠，有時會讓她困擾。
在對待女友的感情上和界有許多共鳴，時常會調侃界。
黑澤怜王
就讀男校喜多高，校內籃球隊隊員，高大健壯的鹽系帥哥，芹奈的男友。
和芹奈由聯誼認識，初登場就對芹奈出言調戲，使得芹奈原先覺得他個性輕浮，但其實只是因為緊張用力過猛。
從國中在咖啡廳偶遇芹奈後就一直默默暗戀著她，認為她堅強得讓人心疼，喜歡她的笑容，對芹奈說過“只要芹奈笑著，一定會有人感受到幸福的”
實際個性上意外的純情，對於和芹奈的交往一直不能從容應對。

### 其他角色
綠老師
配音：沼澤龍一郎〔動態漫畫〕／江口拓也〔動畫〕（日本）
一年B班英文老師、二年F班，三年B班班導，負責教授英文，長相端正頗有人氣，傳聞以前於名校任教，但因被揭發與女同學發展師生戀而開除，轉到八美津任教。對成績好的羽花非常友善。
也因為看到界和羽花的時候覺得像是看到了以前的自己，而常常幫助他們。動畫僅在最後一集登場。
青木老師
三年A班班導，有著不輸綠老師的端正臉孔，校內齊名的帥氣老師；但為人嚴肅，對學生十分嚴格，起初看不慣羽花和界的交往，認為羽花受界影響變得不穩重因此時常訓斥羽花，但後來看著羽花和界對彼此的重視和認真交往，也逐漸改變了態度守護著學生們。
羽花父親
羽花的父親，性格正經，戴眼鏡的白領。對羽花交白卷一事並不理解，極之反對其就讀八美津，認為界、步等都是品行不端的壞學生，態度強硬要求她轉學。因為羽花的隱瞞，本身不清楚羽花國中時遭受欺凌的事情，後來在羽花的自白和眾人的努力阻止後知道了羽花在八美津過的開心也真正交到了朋友後，遂向其他同學道歉並感謝，決定尊重羽花的決定，不再強迫她轉校。
起初對於界和羽花的交往無法認同，後來逐漸認可界，得知界身邊並沒有可依靠的大人時，主動留下電話表示有需要幫忙時可以連絡他。
華原繪里
2年F班學生，校內與芹奈齊名的美少女。
原先對於界感興趣，被他無視，後來無意間看到界和羽花的私下互動後果斷放棄。

## 銷售情況
該作的銷售情況理想。2017年1月23日至29日，該作在Oricon暢銷週榜排名第24，售出25,827冊。後隨著故事進入高潮，銷量亦漸漸增加，一度排在第5至第9，並保持了兩星期。該作在第9冊單行本發行時首次直接打入前十名，於第一周排名第8，並在首兩週售出65,679冊。第11冊亦在發行首週排名第8，兩週內售出72,211冊。

## 反響
該作於2021年入圍第45屆講談社漫畫獎（少女部門），以及被《達芬奇雜誌》列為「2021年度之作」的第40位。

## 出版書籍
| 冊數 | 集英社         | 集英社                 | 尖端出版社     | 尖端出版社            |
| 冊數 | 發售日期       | ISBN                   | 發售日期       | ISBN                  |
| ---- | -------------- | ---------------------- | -------------- | --------------------- |
| 1    | 2016年5月25日  | ISBN 978-4-08-867416-2 | 2017年6月7日   | ISBN 978-957-107422-1 |
| 2    | 2016年9月23日  | ISBN 978-4-08-847631-5 | 2017年8月16日  | ISBN 978-957-107574-7 |
| 3    | 2017年1月25日  | ISBN 978-4-08-867459-9 | 2017年10月18日 | ISBN 978-957-107733-8 |
| 4    | 2017年4月25日  | ISBN 978-4-08-867459-9 | 2018年3月9日   | ISBN 978-957-107851-9 |
| 5    | 2017年8月25日  | ISBN 978-4-08-867470-4 | 2018年3月9日   | ISBN 978-957-107957-8 |
| 6    | 2017年12月25日 | ISBN 978-4-08-867483-4 | 2019年2月20日  | ISBN 978-957-108208-0 |
| 7    | 2018年4月25日  | ISBN 978-4-08-867497-1 | 2019年2月20日  | ISBN 978-957-108397-1 |
| 8    | 2018年8月24日  | ISBN 978-4-08-867510-7 | 2019年11月1日  | ISBN 978-957-108585-2 |
| 9    | 2018年12月25日 | ISBN 978-4-08-867524-4 | 2019年11月1日  | ISBN 978-957-108586-9 |
| 10   | 2019年4月25日  | ISBN 978-4-08-867545-9 | 2020年5月8日   | ISBN 978-957-108905-8 |
| 11   | 2019年8月23日  | ISBN 978-4-08-867558-9 | 2020年12月18日 | ISBN 978-957-109268-3 |
| 12   | 2019年12月25日 | ISBN 978-4-08-867571-8 | 2021年8月4日   | ISBN 978-626-308882-5 |
| 13   | 2020年4月24日  | ISBN 978-4-08-867582-4 | 2021年11月17日 | ISBN 978-626-316195-5 |
| 14   | 2020年8月25日  | ISBN 978-4-08-867595-4 | 2021年12月17日 | ISBN 978-626-316298-3 |
| 15   | 2020年12月24日 | ISBN 978-4-08-867609-8 | 2022年7月6日   | ISBN 978-626-338035-6 |
| 16   | 2021年4月23日  | ISBN 978-4-08-867616-6 | 2023年2月23日  | ISBN 978-626-356001-7 |
| 17   | 2021年7月21日  | ISBN 978-4-08-867628-9 | 2023年11月16日 | ISBN 978-626-377162-8 |
| 18   | 2021年11月25日 | ISBN 978-4-08-867639-5 | 2024年1月18日  | ISBN 978-626-377496-4 |
| 19   | 2022年3月25日  | ISBN 978-4-08-867653-1 | 2024年12月27日 | ISBN 978-626-403348-0 |
| 20   | 2022年7月25日  | ISBN 978-4-08-867672-2 | 2025年1月10日  | ISBN 978-626-403418-0 |
| 21   | 2022年11月25日 | ISBN 978-4-08-867687-6 |                |                       |
| 22   | 2023年3月24日  | ISBN 978-4-08-867708-8 |                |                       |
| 23   | 2023年7月25日  | ISBN 978-4-08-867721-7 |                |                       |
| 24   | 2023年11月24日 | ISBN 978-4-08-867737-8 |                |                       |
| 25   | 2024年4月24日  | ISBN 978-4-08-867749-1 |                |                       |
| 26   | 2024年8月23日  | ISBN 978-4-08-867771-2 |                |                       |
| 27   | 2024年12月24日 | ISBN 978-4-08-867784-2 |                |                       |
| 28   | 2025年4月24日  | ISBN 978-4-08-867798-9 |                |                       |

番外篇
1. 2021年7月21日發售[集 29]，ISBN 978-4-08-867629-6

## 真人電影
《青春特調蜂蜜檸檬蘇打》真人電影版由神德幸治執導，Raul（Snow Man）和吉川愛主演，2021年7月9日上映。本片為Raul的電影處女作。

### 演員
- 三浦界：Raul（Snow Man）
- 石森羽花：吉川愛
- 瀬戸悟：坂東龍汰
- 遠藤步美：岡本夏美
- 高嶺友哉：濱田龍臣
- 菅野芹奈：堀田真由
- 其他演員：柳百合菜、柳美稀、野野村花乃、村田凪、小山内花凜、香音、第九代坂東彥三郎

### 製作人員（真人電影）
- 原作：村田真優
- 導演：神德幸治
- 劇本：吉川菜美
- 配樂：深澤惠梨香
- 主題歌：Snow Man「HELLO HELLO」（avex trax）
- 製作統籌：吉田繁曉
- 製作人：石田聰子、鈴木佳那子
- 攝影：川島周
- 美術：磯田典宏
- 燈光：本間大海
- 音效：豐田真一
- 裝飾：中山誠
- 造型：荒木里江
- 髮型：外山裕子
- 編審：下田悠
- 場記：原田侑子
- 音響效果：大塚智子
- 音樂製作：高石真美
- 宣傳製作：阿部未菜美
- 監製：難波杏里
- 助理導演：岩渕崇
- 出品：Office Crescendo
- 製作協助：松竹攝影所
- 企劃、發行：松竹
- 製作：「青春特調蜂蜜檸檬蘇打」製作委員會（J Storm、JR東日本企劃、集英社、永旺娛樂、松竹廣播）

## 電視動畫
改編電視動畫於2025年1月至3月播出。

### 製作人員（電視動畫）
- 原作：村田真優
- 導演：錦織博
- 系列構成：和場明子
- 角色設計：田中愛美
- 3DCG導演：春日俊介
- 美術監督：板谷諒子
- 色彩設計：岩本彩加
- 攝影監督：八木祐理奈
- 編集：西山茂
- 音響監督：大寺⽂彦
- 音樂：小瀨村晶
- 動畫制作：J.C.STAFF

### 主題曲
片頭曲及片尾曲皆由&TEAM演唱。
片頭曲Magic Hour
作詞、作曲：Soma Genda、Chiaki Nagasawa、Takahito Nakamura、Dvii、Ryo Ito，編曲：Takahito Nakamura。
片尾曲Wonderful World
作詞：Soma Genda、Iain James、Taneisha Jackson，作曲：divahh、SSo、Iain James、Taneisha Jackson，編曲：divahh、SSo。

### 各話列表
| 話數    | 標題            | 劇本     | 分鏡              | 演出     | 作畫監督                                                                                      | 總作畫監督               | 首播日期      |
| ------- | --------------- | -------- | ----------------- | -------- | --------------------------------------------------------------------------------------------- | ------------------------ | ------------- |
| 氣泡 1  |                 | 和場明子 | 錦織博            | 錦織博   | 田中愛美 谷川政輝 大西紀子 篠原佐代子 坂本哲也 福本佳菜繪                                     | 田中愛美                 | 2025年 1月9日 |
| 氣泡 2  |                 | 和場明子 | 泉静香 錦織博     | 泉静香   | 董立則 全京禹 魏麗娟 鬱慧芸 沈陶商 陳亮 彭越 謝媚 羅睿 羅海 袁荃 何金龍                       | 田中愛美                 | 1月16日       |
| 氣泡 3  |                 | 和場明子 | 櫻井弘明          | 海宝興藏 | 谷川政輝 大西紀子 PHILPRODUCTION 株式會社 米川 BigOwl                                         | 田中愛美                 | 1月23日       |
| 氣泡 4  |                 | 和場明子 | 宮崎渚 錦織博     | 錦織博   | 陳亮 董立則 羅睿 沈陶裔 魏麗娟 全京禹 鬱慧雲 株式會社 米川 神龍 山口龍太郎 橫江香 楊勇 宋凌雲 | 千葉充 高橋成之 田中愛美 | 1月30日       |
| 氣泡 5  |                 | 水上清資 | 山川吉樹          | 泉靜香   | 篠原佐代子 福本佳菜繪 田中綾華 菅生碧 福田裕樹 山田龍太郎 橫江香 神龍                         | 坂本哲也                 | 2月6日        |
| 氣泡 6  |                 | 水上清資 | 大畑清隆          | 大畑清隆 | 星野真澄 杉田葉子 二宮奈那子 河野直人 山田龍太郎 橫江香 楊勇 宋凌雲 大木良一 株式會社 米川    | 高橋成之 千葉充 田中愛美 | 2月13日       |
| 氣泡 7  |                 | 水上清資 | 吉田梨沙子 錦織博 | 岡村正宗 | 山本雅章 下川壽士 高橋成之 大野勉 小松香苗 谷川正輝 Hwang Hyung-rak 孫強                      | 田中愛美 藤川昌宏        | 2月20日       |
| 氣泡 8  |                 | 和場明子 | 高田耕一          | 泉靜香   | 篠原佐代子 福本佳菜繪 田中綾華 菅生碧 大木良一                                                | 坂本哲也 藤井昌宏        | 2月27日       |
| 氣泡 9  | 再見了 笨拙的我 | 水上清資 | 山本寬            | 山本寬   | 下川壽士 高橋成之 大野勉 河野直人 谷川政輝 星野真澄 村上龍之介 PHIL PRODUCTION                | 千葉沖 高橋成之 田中愛美 | 3月6日        |
| 氣泡 10 |                 | 和場明子 | 高田耕一 泉靜香   | 海寶興藏 | 鬱慧雲 沈陶齋 董立則 何金龍 魏麗娟 陳亮 村上龍之介 星野真澄                                   | 千葉沖 田中愛美          | 3月13日       |
| 氣泡 11 |                 | 水上清資 | 大畑清隆          | 大畑清隆 | 下川壽士 二宮奈那子 大野勉 星野真澄 迫由里香 橫江香 山田龍太郎 株式會社Excellent              | 田中愛美 橋詰力 千葉沖   | 3月20日       |
| 氣泡 12 | 蜂蜜柠檬苏打    | 和場明子 | 山川吉樹          | 小田裕康 | 藤井昌宏 篠原佐代子 福本佳菜繪 田中綾華 菅生碧 迫由里香                                       | 田中愛美 坂本哲也        | 3月27日       |

### BD
| 卷數 | 發售日期      | 收錄話數      | 規格編號   |
| ---- | ------------- | ------------- | ---------- |
| BOX  | 2025年6月25日 | 第1話－第12話 | EYXA-14694 |

### 書籍資訊
1. ↑  . 集英社.   [2020-09-25]. （原始内容存档于2020-03-23）.
2. ↑  . 集英社.   [2020-09-25]. （原始内容存档于2022-07-11）.
3. ↑  . 集英社.   [2020-09-25]. （原始内容存档于2022-07-11）.
4. ↑  . 集英社.   [2020-09-25]. （原始内容存档于2022-07-11）.
5. ↑  . 集英社.   [2020-09-25]. （原始内容存档于2022-07-11）.
6. ↑  . 集英社.   [2020-09-25]. （原始内容存档于2022-07-11）.
7. ↑  . 集英社.   [2020-09-25]. （原始内容存档于2022-07-11）.
8. ↑  . 集英社.   [2020-09-25]. （原始内容存档于2022-07-11）.
9. ↑  . 集英社.   [2020-09-25]. （原始内容存档于2022-07-11）.
10. ↑  . 集英社.   [2020-09-25]. （原始内容存档于2022-07-11）.
11. ↑  . 集英社.   [2020-09-25]. （原始内容存档于2022-07-11）.
12. ↑  . 集英社.   [2020-09-25]. （原始内容存档于2020-03-07）.
13. ↑  . 集英社.   [2020-09-25]. （原始内容存档于2022-07-11）.
14. ↑  . 集英社.   [2020-09-25]. （原始内容存档于2022-07-11）.
15. ↑  . 集英社.   [2020-12-24]. （原始内容存档于2021-01-21）.
16. ↑  . 集英社.   [2021-04-11]. （原始内容存档于2021-04-11）.
17. ↑  . 集英社.   [2022-12-15]. （原始内容存档于2022-11-26）.
18. ↑  . 集英社.   [2022-12-15]. （原始内容存档于2022-11-26）.
19. ↑  . 集英社.   [2022-12-15]. （原始内容存档于2022-11-26）.
20. ↑  . 集英社.   [2022-12-15]. （原始内容存档于2022-11-26）.
21. ↑  . 集英社.   [2022-12-15]. （原始内容存档于2022-11-25）.
22. ↑  . 集英社.   [2023-03-24]. （原始内容存档于2023-03-24）.
23. ↑  . 集英社.   [2023-07-25]. （原始内容存档于2023-07-25）.
24. ↑  . 集英社.   [2023-11-24]. （原始内容存档于2024-03-29）.
25. ↑  . 集英社.   [2024-04-24]. （原始内容存档于2024-04-23）.
26. ↑  . 集英社.   [2024-08-23]. （原始内容存档于2024-12-04） （日语）.
27. ↑  . 集英社.   [2024-12-27]. （原始内容存档于2024-12-01） （日语）.
28. ↑  . 集英社.   [2025-04-25] （日语）.
29. ↑  . 集英社.   [2024-08-23]. （原始内容存档于2024-12-22） （日语）.

## 外部連結
漫畫
- 《青春特調蜂蜜檸檬蘇打》漫畫官方網站

真人電影
- 《青春特調蜂蜜檸檬蘇打》真人電影官方網站（日語）
- 《青春特調蜂蜜檸檬蘇打》Twitter帳號的X（前Twitter）
- 《青春特調蜂蜜檸檬蘇打》Instagram帳號的Instagram帳戶

電視動畫
- 電視動畫《青春特調蜂蜜檸檬蘇打》官方網站（日語）
- 電視動畫《青春特調蜂蜜檸檬蘇打》官方的X（前Twitter）